# 蒙茅斯鎮區 (伊利諾伊州沃倫縣)
蒙茅斯鎮區（英語：Monmouth Township）是位於美國伊利諾伊州沃倫縣的一個行政鎮區。

## 地方資料
根據2010年美國人口普查的數據，蒙茅斯鎮區的面積為95.80平方千米，當中陸地面積為95.50平方千米，而水域面積為0.30平方千米。當地共有人口10222人，而人口密度為每平方千米106.7人。